# Vrata, Julijske Alpe
Vrata so ledeniška dolina v Julijskih Alpah. Razteza se od Mojstrane do vznožja severne stene Triglava. Skozi dolino teče Triglavska Bistrica, ki izvira v Triglavski severni steni na okoli 1020 m nadmorske višine in se nato v Mojstrani izlije v reko Savo Dolinko. V Vratih je pomembno izhodišče za številne vzpone na Triglav. 